# Жертумсык
Жертумсык (каз. Жертұмсық, до 1993 г. — Карла Маркса) — село в Павлодарском районе Павлодарской области Казахстана. Входит в состав Заринского сельского округа. Код КАТО — 556045300.

## Население
В 1999 году население села составляло 268 человек (137 мужчин и 131 женщина). По данным переписи 2009 года, в селе проживало 234 человека (115 мужчин и 119 женщин).